# Мала дропља

Мала дропља грч. Tetrax tetrax је птица из породице дропљи, и једини је члан рода грч. Tetrax, монотипска врста. Гнезди се у јужној Европи и у западној и централној Азији .

## Таксономија
Малу дропљу је формално описао шведски природњак Карл фон Лине 1758. године у десетом издању своје „Systema Naturae“. Сврстао га је са осталим дропљама у род грч. Otis и сковао биномско име грч. Otis tetrax. Лине је означио Европу као типску локацију за ову врсту, али је то на крају ограничено на Француску. Мала дропља се сада сврстава у посебан род грч. Tetrax који је 1817. године увео Томас Форстер. Врста се сматра монотипском :нису препознате подврсте. Име рода и специфични епитет грч. tetrax је грчка реч за неидентификовану дивљу птицу.

## Опис
Иако је најмања палеарктичка дропља, мала дропља је и даље величине фазана и то мужјак 43–45 cm, 794–975 гр; женка 40–43 cm, 680–945 гр; распон крила 105–115 cm. У лету, дуга крила су углавном бела. Мужјак у сезони гнежђења је смеђе боје одозго, а беле одоздо, са сивом главом и црним вратом оивиченим одозго и одоздо белом бојом.
Женки и мужјаку који није у гнездећем руху недостаје драматично обележје на врату, а женка је тамније обележена одоздо него мужјак. Незреле дропље подсећају на женке. Оба пола су обично тиха, мада мужјак има карактеристичан зов пррт.

## Распрострањеност и станиште
Гнезди се у јужној Европи и у западној и централној Азији. Птице најјужније Европе су углавном сталне, али друге популације мигрирају даље на југ зими. Средњоевропска популација која се некада гнездила на травнатим подручјима Мађарске изумрла је пре неколико деценија. Врста опада због губитка станишта у целом свом ареалу. Некада се гнездила на ширем подручју, на пример, повремено се ширила и на север, све до Пољске. Сада је веома ретка луталица у Великој Британији упркос томе што се гнезди у Француској. Кипарски листови „Филефтерос“ и „Политис“, као и новински веб-сајт „СигмаЛајв“, известили су 20. децембра 2013. године о открићу мртве мале дропље у тампон зони Уједињених нација. Птицу су одстрелили криволовци који су илегално ловили у тој зони. Одстрел је био посебно контроверзан међу заштитарима природе и посматрачима птица, јер је мала дропља веома редак посетилац Кипра и није званично забележена на Кипру од децембра 1979.
Станиште ове птице су отворени травњаци и обрађене површине где нема превише ометања, са биљкама довољно високим за заклон. Мужјаци и женке се не разликују значајно у избору станишта. Има грациозно спор ход и тенденцију да трчи када је узнемирена уместо да лети. Друштвена је птица, посебно зими.
Праћење мужјака малих дропљи открило је да су ноћни мигранти који се често заустављају на ненаводњаваним и наводњаваним обрадивим земљиштима како би стигли до продуктивнијих пољопривредних подручја након размножавања.

## Понашање и екологија

### Исхрана и храњење
Ова врста је сваштојед, једе семе, инсекте, глодаре и гмизавце.

### Гнежђење
Као и друге дропље, мужјак мале дропље има екстравагантан приказ са лупањем ногама и скакањем у ваздух. Женке полажу 3 до 5 јаја на земљу.